# Currie Cup (1994)
Currie Cup 1994 – pięćdziesiąta szósta edycja Currie Cup, najwyższego poziomu rozgrywek w rugby union w Południowej Afryce.

## Finał
|  | Free State | 33:56 | Transvaal | Springbok Park, Bloemfontein Sędzia: Stef Neethling |
|  |            | 33:56 |           | Springbok Park, Bloemfontein Sędzia: Stef Neethling |